# Suttoniella ixorae
Suttoniella ixorae är en svampart som beskrevs av Subram. & Sudha 1980. Suttoniella ixorae ingår i släktet Suttoniella, divisionen sporsäcksvampar och riket svampar.   Inga underarter finns listade i Catalogue of Life.